# Lundtjärnen, Medelpad
Lundtjärnen är en sjö i Timrå kommun i Medelpad och ingår i Gådeån-Indalsälvens kustområde. Sjön har en area på 0,0837 kvadratkilometer och ligger 205,4 meter över havet.

## Delavrinningsområde
Lundtjärnen ingår i det delavrinningsområde (694150-158967) som SMHI kallar för Utloppet av Krigsbysjön. Medelhöjden är 152 meter över havet och ytan är 7,66 kvadratkilometer. Räknas de 2 avrinningsområdena uppströms in blir den ackumulerade arean 25,95 kvadratkilometer. Avrinningsområdets utflöde Sörån mynnar i havet. Avrinningsområdet består mestadels av skog (79 procent). Avrinningsområdet har 0,23 kvadratkilometer vattenytor vilket ger det en sjöprocent på 3,1 procent.